# Маттіас Маєр
Маттіас Маєр (нім. Matthias Mayer) — австрійський гірськолижник, олімпійський чемпіон.
Маттіас Маєр — син гірськолижника Гельмута Маєра.
Золоту медаль олімпійського чемпіона Маєр виграв на зимових іграх 2014 року в Сочі.

## Виступи на Олімпійських іграх
| Рік  | Місце проведення          | СЛ | ГС | СГ  | ШС | КМ   |
| ---- | ------------------------- | -- | -- | --- | -- | ---- |
| 2014 | Сочі, Росія               | —  | 6  | DNF | 1  | 13   |
| 2018 | Пхьончхан, Південна Корея | —  | —  | 1   | 9  | DNF2 |
| 2022 | Пекін, Китай              | —  | —  | 1   | 3  | —    |

## Виступи на чемпіонатах світу
| Рік  | Місце проведення          | СЛ | ГС | СГ   | ШС  | КМ   |
| ---- | ------------------------- | -- | -- | ---- | --- | ---- |
| 2013 | Шладмінг, Австрія         | —  | —  | 5    | 13  | 10   |
| 2015 | Вейл/Бівер-Крик, США      | —  | —  | 4    | 12  | 11   |
| 2017 | Санкт-Моріц, Швейцарія    | —  | —  | DNF2 | 11  | 17   |
| 2019 | Оре, Швеція               | —  | —  | DNF  | 5   | —    |
| 2021 | Кортіна-д'Ампеццо, Італія | —  | —  | 6    | DNF | DNF2 |